# Parasiccia atroalba
Parasiccia atroalba är en fjärilsart som beskrevs av Embrik Strand 1922. Parasiccia atroalba ingår i släktet Parasiccia och familjen björnspinnare. Inga underarter finns listade i Catalogue of Life.